# Kärntner Landsmannschaft für Wien und Niederösterreich
Die Kärntner Landsmannschaft für Wien und Niederösterreich ist die älteste existierende Vereinigung von Kärntnern in den Bundesländern.

## Geschichte
Sie wurde ursprünglich als Kärntner Verein "Alpenrose" 1890 in Wien gegründet. Der Verein wurde am 2. März 1890 von Hans Tuppinger, Peter Payer, Hans Mlatschnig, Georg Ostermann, Georg Jansel, Johann Thaler, Christof Ronacher und Heinrich Klienerim im Hotel Nagler im Wiener Bezirk Landstraße gegründet. Der Kärntner Geselligkeitsverein Edelweiß, gegründet 1891 in Wien, schloss sich 1908 der Alpenrose an, verließ aber mit seinen Mitgliedern im März 1918 den Verein wegen „Unstimmigkeiten"“. Infolge der Kärntner Volksabstimmung am 10. Oktober 1920 wurde aus Freude über das Ergebnis und als äußeres Zeichen eine Namensänderung durchgeführt. Der neue Name lautete: Kärntner Landsmannschaft für Wien und Niederösterreich.
Nach dem Anschluss Österreichs an Hitler-Deutschland 1938 drohte die Behörde mit der Auflösung, da die Landsmannschaft noch immer österreichisches Volks- und Brauchtum pflegte – was mit der formalen Abschaffung Österreichs und Eingliederung als Ostmark auch in die Gesamtkulturpolitik des Deutschen Reichs der Linie der Nationalsozialisten widersprach. Nach Kriegsende konnte relativ rasch der normale Vereinsbetrieb wieder aufgenommen werden.
Die Kärntner Landsmannschaft für Wien und Niederösterreich ist Gründungsmitglied des am 26. Jänner 1920 in Wien gegründeten Verbandes Deutscher Landsmannschaften in Wien. Mit Sekt.Rat. Dr. Ludwig Leuze stellte man auch den Gründungsobmann. Nach der Umbenennung in Verband Deutscher Landsmannschaften in Österreich wurde der Vereinsname letztendlich 2004 in Verband Österreichischer Bundesländer- und Heimatvereine in Wien geändert. Die KLM für Wien und NÖ ist ein kultureller unpolitischer Verein. Die in den Bundesländern aktiven Kärntner Landsmannschaften sind in der Plattform der Kärntner Vereine in den Bundesländern zusammengefasst.